# Vivien Merchant
Pour les articles homonymes, voir Merchant.
Ada Thompson, dite Vivien Merchant, née le 22 juillet 1929 à Manchester et morte le 3 octobre 1982 à Londres, est une actrice anglaise.

## Biographie
Vivien Merchant a été l'épouse du dramaturge Harold Pinter de 1956 à 1980.

## Filmographie
- 1966 : Alfie le dragueur (Alfie) : Lily
- 1967 : Accident : Rosalind
- 1969 : Alfred le Grand, vainqueur des Vikings (Alfred the Great) : Freda
- 1972 : Under Milk Wood d'Andrew Sinclair : Mrs. Pugh
- 1972 : The Offence : Maureen Johnson
- 1972 : Frenzy : Mrs. Oxford
- 1973 : The Homecoming : Ruth
- 1974 : Les Bonnes : Madame
- 1977 : L'Homme au masque de fer (téléfilm) : Marie-Thérèse